# Torneig de les Sis Nacions sub-20
El Torneig de les Sis Nacions sub-20 és la versió del torneig de les Sis Nacions creada per l'International Rugby Board per a joves jugadors, els quals han de ser menors de 20 anys. La primera edició del torneig es va celebrar l'any 2008.

## Historial
| Edició | Any  | Equip guanyador        |
| ------ | ---- | ---------------------- |
| I      | 2008 | Anglaterra (Gran Slam) |
| II     | 2009 | França                 |
| III    | 2010 | Irlanda                |
| IV     | 2011 | Anglaterra (Gran Slam) |
| V      | 2012 | Anglaterra             |
| VI     | 2013 | Anglaterra             |
| VII    | 2014 | França (Gran Slam)     |
| VIII   | 2015 | Anglaterra             |
| IX     | 2016 | Gal·les                |
| X      | 2017 | Anglaterra             |

## Palmarès (2008 - 2015)
|                  | Anglaterra | França | Irlanda | Itàlia | Escòcia | Gal·les |
| Participacions   | 8          | 8      | 8       | 8      | 8       | 8       |
| Campionats       | 5          | 2      | 1       | 0      | 0       | 0       |
| Gran Slam        | 2          | 1      | 0       | 0      | 0       | 0       |
| Triples Corones  | 4          | N/A    | 1       | N/A    | 0       | 0       |
| Cullera de fusta | 0          | 0      | 0       | 5      | 3       | 0       |